# Neurigona micropyga
Neurigona micropyga är en tvåvingeart som beskrevs av Negrobov 1987. Neurigona micropyga ingår i släktet Neurigona och familjen styltflugor. Inga underarter finns listade i Catalogue of Life.